# Aborto en Rumania
El aborto en Rumania es legal durante las primeras catorce semanas del embarazo. Abortos durante las etapas más tardías de embarazo son legales cuando ellos son aborto terapéuticos. Durante 2004 hubo 216 261 nacimientos vivos y 191 000 abortos informados, queriendo decir que un 46% de los 407 261 embarazos ese año resultó en aborto.

## Durante la república popular
En 1957, se legalizó el procedimiento oficialmente en Rumania, y después un 80% de embarazos resultaron en abortos, principalmente debido a la falta de contracepción efectiva. En 1966 se criminalizó otra vez el aborto (salvo en casos excepcionales), por el decreto 770 bajo el gobierno de Nicolae Ceauşescu.
La política natalista fue completada con revisiones ginecológicas obligatorias y penalizaciones para mujeres solteras con más de 25 años y parejas casadas sin niños.
El efecto súbito de esta política fue una transición de una tasa de natalidad de un 14,3% en 1966 a un 27,4% en 1967. Entre 1972 y 1985, más decretos cambiaron la edad mínima para el aborto legal.
Los niños nacidos durante este período, especialmente entre 1966 y 1972, son apodados los decreţei (singular decreţel). Tuvieron que soportar servicios públicos abarrotados porque el estado no estuvo listo para el aumento súbito.
La palabra decreţei tiene un matiz negativo debido al daño físico y mental percibido debido a los embarazos arriesgados y abortos ilegales fracasados.
Esta política fue cambiada en 1989, después de la Revolución Rumana, y desde ese tiempo, el aborto ha sido legal en Rumania.